# よろめき休暇
『よろめき休暇』（Kiss Them For Me）は1957年のアメリカ合衆国の映画。
ルーサー・デイヴィスの戯曲『私に代って彼らにキスを』とフレデリック・ウェークマンの小説『上陸休暇』に基づいて製作されている。
スタンリー・ドーネン監督の作品で、出演はケーリー・グラントなど。

## キャスト
| 役名         | 俳優                       | 日本語吹替 |
| 役名         | 俳優                       | 日本テレビ版 |
| ------------ | -------------------------- | --- |
| アンディ     | ケーリー・グラント         | 矢島正明 |
| グエン       | スージー・パーカー         | 武藤礼子 |
| マック       | レイ・ウォルストン         | 川久保潔 |
| ハーディ     | ラリー・ブライデン         | 青野武 |
| アリス       | ジェーン・マンスフィールド | 増山江威子 |
| ウォルター   | ワーナー・クレンペラー     | 小池明義 |
| ガンナー     | マイケル・ロス             | 若山弦蔵 |
| ヘンドリック | ウィリアム・フィップス     | 愛川欽也 |
| エディ       | リーフ・エリクソン         | 家弓家正 |
| ホッチキス   | リチャード・ディーコン     | 大塚周夫 |
| チャック     | ハリー・ケリー・Jr.        | 細井重之 |
| ルイス       | ジャック・ムラニー         | 宮田光 |
| 軍曹         | ナサニエル・フレイ         | 雨森雅司 |
| 婦長         | モーディ・プリケット       | 河村久子 |
| ウェイター   | ジョージ・ナルデリ         | 田村錦人 |
| ナレーター   | N/A                        | 小林修 |
| その他       |                            | 大宮悌二 和田啓 木村幌 肝付兼太 中田ゆかり 細川栄子 志村幸江 吉田紀子 中島晴子 白石冬美 千倉すみ子 島木綿子 井関一 渡辺知子 香山裕 新谷恭子 森ひろ子 千葉耕市 |
|              |                            | |
| 演出         | 演出                       | 好川純 |
| 翻訳         | 翻訳                       | 畑山次郎 |
| 効果         | 効果                       | 六川渉右 |
| 調整         |                            | |
| 制作         | 制作                       | 東京プロモーション |
| 解説         |                            | |
| 初回放送     | 初回放送                   | 1964年7月8日 『日曜ロードショー』製作 |

※DVD収録・正味約68分。

## スタッフ
- 監督：スタンリー・ドーネン
- 製作：ジェリー・ウォルド
- 原作：ルーサー・デイヴィス、フレデリック・ウェイクマン
- 脚本：ジュリアス・エプスタイン
- 撮影：ミルトン・クラスナー
- 音楽：ライオネル・ニューマン